# Brian Statham
Brian Statham (Harare, 21 maggio 1969) è un allenatore di calcio ed ex calciatore inglese, di ruolo difensore.

## Caratteristiche tecniche
Era un terzino destro.

## Carriera

### Giocatore

#### Club
Firma il suo primo contratto professionistico con il Tottenham nel 1987, esordendo tra i professionisti all'età di 18 anni nella stagione 1987-1988 nella quale totalizza 18 presenze nella prima divisione inglese, a cui aggiunge ulteriori 6 presenze nella stagione successiva. Rimane poi in rosa anche per la stagione 1990-1991, nella quale non gioca comunque ulteriori partite ufficiali con gli Spurs, venendo anzi ceduto in prestito al Reading, con cui disputa 8 partite in terza divisione. L'anno seguente gioca invece per un breve periodo in prestito al Bournemouth, disputandovi 2 partite in terza divisione: torna quindi al Tottenham, dove rimane per qualche mese prima di passare nuovamente in prestito (e dopo breve tempo a titolo definitivo) al Brentford, altro club di terza divisione, con cui nella stagione 1991-1992 contribuisce alla vittoria del campionato con 18 presenze. L'anno seguente gioca poi 45 presenze in seconda divisione: le Bees retrocedono però in terza divisione, campionato in cui Statham diventa uno dei punti fermi del club per le successive 4 stagioni, nelle quali gioca complessivamente 103 partite e segna anche una rete (la sua unica in 201 partite ufficiali con la maglia del Brentford). Nell'estate del 1997 passa per 10 000 sterline in terza divisione al Gillingham, dove gioca 20 partite di campionato; rimane in squadra anche nella stagione 1998-1999, nella quale gioca però solamente una partita nel Football League Trophy, trascorrendo peraltro dei periodi in prestito al Woking ed allo Stevenage, entrambi militanti in Football Conference (quinta divisione e più alto livello calcistico inglese al di fuori della Football League). Nell'ottobre del 1999 lascia definitivamente il Gillingham, trascorrendo in seguito l'intera stagione 2000-2001 ed i primi mesi della stagione 2001-2002 ai semiprofessionisti del Chesham Utd, club di Isthmian League (settima divisione). Trascorre poi la maggior parte della stagione 2001-2002 e l'intera stagione 2002-2003 al Chelmsford City, in Southern Football League (settima divisione). Trascorre la stagione 2003-2004 al Welling Utd, nella medesima categoria, mentre nella stagione 2004-2005 dopo una breve parentesi all'East Thurrock United gioca nella Southern Football League First Division East (ottava divisione) con l'Erith&Belvedere, dove rimane fino al gennaio del 2005.

#### Nazionale
Nel 1988 ha giocato 3 partite con la nazionale inglese Under-21.

### Allenatore
Nel gennaio del 2005 inizia ad allenare, agli Heybridge Swifts, in Isthmian League. Rimane in squadra fino al termine della stagione 2007-2008, giocando anche una partita nella sua prima stagione al club. Il 23 aprile 2009 viene assunto come allenatore del Billericay Town, nella medesima categoria, venendo esonerato dall'incarico nella stagione successiva, il 29 marzo 2010.

## Palmarès

### Giocatore

#### Competizioni nazionali
- Third Division: 1

Brentford: 1991-1992

#### Competizioni regionali
- Berks & Bucks Senior Cup: 1

Chesham United: 2000-2001
- Essex Senior Cup: 1

Chelmsford City: 2002-2003